# Villa Harax
Villa Harax är en herrgård på Krim.

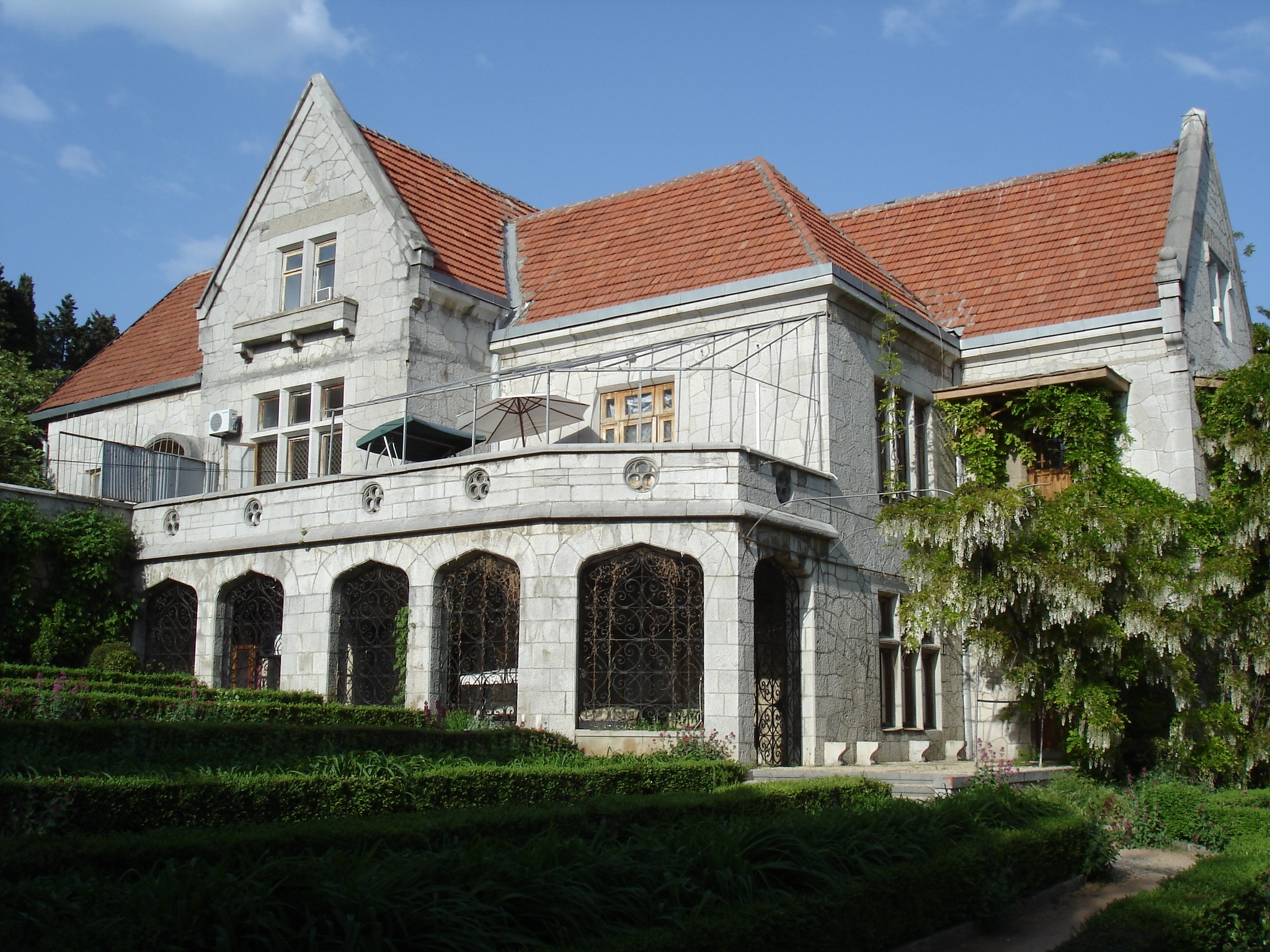
Дворец Харакс

Tomten köptes 1869 av storfurst Mikael Nikolajevitj av Ryssland. Mangårdsbyggnaden uppfördes av Nikolaj Krasnov i vad han kallade skotsk stil. 
Under ryska revolutionen bodde änkejsarinnan Maria Fjodorovna i huset innan hon evakuerades från Ryssland 1919.
Under sovjettiden användes det som sanatorium. Det skadades under andra världskriget och reparerades på ett sätt som förstördes dess ursprungliga utseende. 